# Température de transition fragile-ductile
La ductilité d'un matériau dépend de nombreux paramètres, dont notamment la température et la vitesse de déformation.
Concernant la température, de nombreux matériaux cristallins sont fragiles à basse température et deviennent ductiles au-dessus d'une certaine température (mais certains matériaux restent fragiles jusqu'à la fusion ou la sublimation, comme le graphite et les céramiques et d'autres restent ductiles à basse température comme les aciers inoxydables austénitiques). Cette température est la température de transition fragile-ductile (en anglais : brittle-to-ductile transition temperature, BDTT, ou bien ductile-to-brittle transition temperature, DBTT).

## Applications
Les métaux sont couramment utilisés par des applications à basse température, la question de leur fragilité est donc fondamentale dans ces conditions.
La température extérieure sur Terre peut descendre jusqu'à −90 °C aux pôles et −60 °C dans les zones continentales. Cela concerne les véhicules, les gazoducs et oléoducs, réservoirs et de manière générale toutes les constructions métalliques et machines mécaniques. En mer, la température de l'eau peut descendre en dessous de 0 °C ; par exemple, lors du naufrage du Titanic, la température de l'eau était de −2 °C.
Les machines frigorifiques domestiques (congélateurs) fonctionnent typiquement à −18 °C. Dans le domaine industriel et de la recherche, on cherche parfois à atteindre des températures très basses. L'azote liquide permet de refroidir à −195 °C et l'hélium liquide à −269 °C.
Ce phénomène est utilisé par la police scientifique pour déterminer si une lampe à incandescence était allumée ou éteinte au moment de sa rupture ; typiquement, cela peut permettre de savoir si les phares d'une voiture étaient allumés ou éteints au moment de l'accident.

## Explication du phénomène
Cette transition fragile-ductile peut s'expliquer par la mobilité des dislocations (défauts linéaires propageant la déformation) : le mouvement des dislocations est thermiquement activé (la dislocation bouge par saut d'atomes, donc dépend de l'agitation thermique des atomes). Lorsqu'une dislocation est épinglée à un défaut ponctuel (atome étranger, lacune), elle se libère plus facilement lorsque la température s'élève.
On cherche à abaisser cette température afin que les matériaux restent fonctionnels à des températures plus basses. En général, on purifie le métal et pour les aciers, on diminue la teneur en carbone ; ainsi, il y a moins de possibilité d'épinglage des dislocations, celles-ci sont plus mobiles. La désulfuration des aciers réduit également grandement la fragilité intergranulaire, et contribue à l'abaissement de cette température de transition. Pour les aciers, on a ainsi abaissé cette limite entre 0 °C et −100 °C.

## Détermination de cette valeur
On détermine cette température de transition en testant la résilience d'une éprouvette entaillée avec un mouton Charpy (voir aussi Essai mécanique). L'éprouvette est chauffée ou refroidie, puis introduite dans le mouton Charpy ; l'enregistrement de l'énergie de rupture (faible lorsque le matériau est fragile) et l'observation du faciès de rupture (clivage ou rupture transgranulaire lorsque le matériau est fragile, cupules d'arrachement lorsque le matériau est ductile) permet de déterminer le mode de rupture.

## Historique
La notion de température de transition fragile-ductile a été découverte durant la Seconde Guerre mondiale, à cause de la rupture de barge de débarquement et des liberty ships en Mer du Nord. La méconnaissance de ce phénomène est également une des causes du naufrage du Titanic.